# 吠える犬と君
『吠える犬と君』（ほえるいぬときみ）は、Sound Scheduleの1作目のシングル。2001年9月19日にDANGUY RECORDSより発売された。

## 概要
Sound Scheduleのメジャーデビューシングルである。
表題曲である『吠える犬と君』は、日本テレビ系列『アッコとマチャミの新型テレビ』の2001年9月度エンディングテーマとなっていた。

## 収録曲
1. 吠える犬と君 [4:39]
作詞・作曲：大石昌良
編曲：Sound Schedule
2. 月が落ちる前に… [4:27]
作詞・作曲：大石昌良
編曲：Sound Schedule
3. シチューが飲みたくなる唄 [5:10]
作詞・作曲：大石昌良
編曲：Sound Schedule

## 収録アルバム
- イマココニアルモノ (#1, 2)
- THE COMPLETE SS (#1, 3)
- Sound Schedule ALL TIME BEST (#1, 3)